# 亨利兜兰
亨利兜兰（学名：Paphiopedilum henryanum）为兰科兜兰属下的一个种。